# Pamutuh
Pamutuh is een bestuurslaag in het regentschap Pekalongan van de provincie Midden-Java, Indonesië. Pamutuh telt 843 inwoners (volkstelling 2010).